# اولا آکسلسون
اولا آکسلسون (سوئدی: Ulla Akselson؛ ‏ ۲۳ نوامبر ۱۹۲۴ – ۲۰ فوریهٔ ۲۰۰۷) بازیگر و صداپیشه اهل سوئد بود.
از فیلم‌ها یا سریال‌های تلویزیونی که وی در آنها نقش داشته‌است می‌توان به به خودت بیا، عزیزم! اشاره کرد.